# Hrabstwo Wells (Dakota Północna)

Piramida wieku hrabstwa

Hrabstwo Wells (ang. Wells County) – hrabstwo w środkowej części stanu Dakota Północna w Stanach Zjednoczonych. Hrabstwo zajmuje powierzchnię 3342,69 km². Według szacunków United States Census Bureau w roku 2006 miało 4432 mieszkańców. Siedzibą hrabstwa jest Fessenden.

## Historia
Hrabstwo Wells zostało utworzone podczas reformy terytorialnej w latach 1872–1873. W 1881 roku zostało nazwane na cześć Edwarda Paysona Wellsa z Jamestown, finansisty, członka lokalnej legislatury w 1881 roku i jednego z pierwszych osadników w dolinie James River Valley. Organy samorządowe hrabstwa powstały 28 sierpnia 1884 roku. Początkowo siedzibą hrabstwa było Sykeston, ale w roku 1894 została ona przeniesiona do Fessenden.

## Geografia
Hrabstwo Wells zajmuje powierzchnię całkowitą 3342,69 km², z czego 3292,60 km² to powierzchnia lądowa, a 50,09 km² (1,5%) to powierzchnia wodna.

### Miejscowości
- Bowdon
- Cathay
- Fessenden
- Heimdal (CDP)
- Harvey
- Hurdsfield
- Hamberg
- Sykeston